# Habrotrocha lamellata
Habrotrocha lamellata är en hjuldjursart som beskrevs av Bartoš 1951. Habrotrocha lamellata ingår i släktet Habrotrocha och familjen Habrotrochidae. Inga underarter finns listade i Catalogue of Life.